# Google Books Ngram Viewer
Google Books Ngram Viewer — поисковый онлайн-сервис компании Google, позволяющий строить графики частотности языковых единиц на массиве печатных источников, опубликованных с 16 века и собранных в сервис Google Books. В 2016 году возможен поиск на американском английском, британском английском, французском, немецком, испанском, итальянском, русском, иврите и упрощенном китайском языках. Кроме того, можно осуществлять поиск на основе специализированных корпусов текстов, таких как корпус британской беллетристики. 
Аналогичные возможности на русском языке предоставляет также Национальный корпус русского языка.